# Tour de Guyane 2014
Le Tour de Guyane 2014 est la 25e édition du Tour de Guyane. Il est parti de la ville de Remire-Montjoly, le 16 août, pour se terminer sur la Place des Palmistes, à Cayenne, le 24 août. Il a été remporté par le guyanais Patrice Ringuet. Cette édition est la dernière à avoir été remportée par un guyanais.

## Équipes
116 coureurs répartis dans 18 équipes (9 équipes locales et 9 équipes invités) prennent part à cette édition du Tour de Guyane.
| Équipes locales          | Équipes locales | Équipes locales |
| Nom de l'équipe          | Pays            | Code            |
| ------------------------ | --------------- | --------------- |
| Académie de Roura        | Guyane          |                 |
| USL Montjoly             | Guyane          | USLM            |
| Vélo Club de Kourou      | Guyane          | VCK             |
| Croix du Sud             | Guyane          |                 |
| Espoir Cycliste Guyanais | Guyane          | ECG             |
| Vélo Club Sinnamary      | Guyane          | VCS             |
| Sprint Club Guyanais     | Guyane          | SCG             |
| Remire-Montjoly Bike     | Guyane          | RMB             |
| Vélo Club Guyanais       | Guyane          | VCG             |

| Équipes invitées              | Équipes invitées | Équipes invitées |
| Nom de l'équipe               | Pays             | Code             |
| ----------------------------- | ---------------- | ---------------- |
| Steeds Vooran Kontich Belgium | Belgique         | SVKB             |
| Sélection de Guadeloupe       | Guadeloupe       |                  |
| Sélection du Val-d'Oise       | France           |                  |
| Sélection du Japon            | Japon            |                  |
| Team Ur-Krostitzer-Giant      | Allemagne        | TUKG             |
| ASPTT Nancy                   | France           | ASPTTN           |
| Sélection de Martinique       | Martinique       |                  |
| Sélection du Kazakhstan       | Kazakhstan       |                  |
| Macadam’s Cowboys             | France           |                  |

## Étapes
L'édition 2014 du Tour de Guyane comporte neuf étapes, dont deux contre-la-montre.
| Étape     | Date         | Villes étapes                              |                           | Distance (km) | Vainqueur d’étape | Leader du classement général |
| --------- | ------------ | ------------------------------------------ | ------------------------- | ------------- | ----------------- | ---------------------------- |
| 1re étape | sam. 16 août | Rémire-Montjoly –Rémire-Montjoly           | Étape de plaine           | 144,2         |                   |                              |
| 2e étape  | dim. 17 août | Cayenne – Roura - Matoury                  | Étape de moyenne montagne | 122,5         |                   |                              |
| 3e étape  | lun. 18 août | Cayenne – Sinnamary                        | Étape de plaine           | 118,8         |                   |                              |
| 4e étape  | mar. 19 août | Sinnamary – Mana - Saint-Laurent-du-Maroni | Étape de plaine           | 151           |                   |                              |
| 5e étape  | mer. 20 août | Apatou – Saint-Laurent-du-Maroni - Mana    | Étape de moyenne montagne | 163,8         |                   |                              |
| 6e étape  | jeu. 21 août | Saint-Laurent-du-Maroni – Iracoubo         | Étape de moyenne montagne | 113           |                   |                              |
| 7e étape  | ven. 22 août | Sinnamary -Kourou                          | Étape de plaine           | 130,4         |                   |                              |
| 8e étape  | sam. 23 août | Kourou – Macouria                          | Étape de plaine           | 137,9         |                   |                              |
| 9e étape  | dim. 24 août | Cayenne - Cayenne (Place des Palmistes)    | Étape de plaine           | 141           |                   |                              |